# Thimlich Ohinga
Thimlich Ohinga är en ruin av stenbyggnader i Migoridistriktet i västra Kenya. Det är en av platser kring Victoriasjön med sammanlagt 521 stenkonstruktioner.
Ruinerna tros vara mer än 550 år gamla. Området beboddes av Luofolket. 'Thimlich' betyder "förskräckande tät skog" på dholuo-språket, som Luofolket talar. 'Ohinga' betyder "stor fästning" på samma språk.
Området blev utsett till världsarv 2010.